# A szerv
A szerv (Observe and Report) egy 2009-es amerikai vígjáték.

## Szereplők
- Seth Rogen – Ronnie
- Ray Liotta – Harrison nyomozó
- Michael Peña – Dennis
- Collette Wolfe – Nell
- Anna Faris – Brandi
- Aziz Ansari – Saddamn
- Dan Bakkedahl – Mark
- Jesse Plemons – Charles
- John Yuan – John Yuen
- Matthew Yuan – Matt Yuen
- Celia Weston – Mom
- Danny McBride – Caucasian Crackhead
- Alston Brown – Bruce
- Cody Midthunder – D-Rock
- Lauren Miller – Trina

## Filmzene
A film zenei albuma 2009. április 7-én jelent meg Observe and Report: Original Motion Picture Soundtrack címen a New Line Records gondozásában.
1. "When I Paint My Masterpiece" – The Band – 4:18
2. "The Man" by Patto – 6:07
3. "Lightsabre Cocksucking Blues" – McLusky – 1:51
4. "Sittin' Back Easy" – Patto – 3:35
5. "Brain" – The Action – 2:59
6. "Over Under Sideways Down" – The Yardbirds – 2:22
7. "Dwarves Must Die" – Dwarves – 1:23
8. "Help Is on Its Way" – Little River Band – 4:00
9. "Where Is My Mind?" – City Wolf – 4:27
10. "Babyteeth" – Pyramid – 4:10
11. "Observe and Report Score Suite" – Joseph Stephens – 4:04
12. "Super Freek (Remix)"  -Amanda Blank, Nina Cream, és Aaron LaCrate – 2:26

## Fordítás
- Ez a szócikk részben vagy egészben  az   Observe and Report című angol Wikipédia-szócikk fordításán alapul.  Az eredeti cikk szerkesztőit annak laptörténete sorolja fel. Ez a jelzés csupán a megfogalmazás eredetét és a szerzői jogokat jelzi, nem szolgál a cikkben szereplő információk forrásmegjelöléseként.